# Carl Johnson (Leichtathlet)
Carl Johnson (Carl Edward Johnson; * 21. Mai 1898 in Genesee, Michigan; † 13. September 1932 in Detroit) war ein US-amerikanischer Weitspringer.
1918 und 1919 erzielte er mit 7,295 m und 7,34 m Weltjahresbestleistungen. 
Bei den Olympischen Spielen 1920 in Antwerpen gewann er mit 7,095 m die Silbermedaille nach dem Schweden William Petersson (7,15 m) und vor dessen Landsmann Erik Abrahamsson (7,08 m).
Carl Johnson graduierte an der University of Michigan.